# Saxifraga medogensis
Saxifraga medogensis är en stenbräckeväxtart som beskrevs av J.T. Pan. Saxifraga medogensis ingår i Bräckesläktet som ingår i familjen stenbräckeväxter. Inga underarter finns listade i Catalogue of Life.